# Bacteria annulicornis
Bacteria annulicornis är en insektsart som beskrevs av Philippi 1863. Bacteria annulicornis ingår i släktet Bacteria och familjen Diapheromeridae. Inga underarter finns listade.